# Костылева (Абатский район)
Костылева — деревня в Абатском районе Тюменской области России. Входит в состав Болдыревского сельского поселения.

## История
В «Списке населенных мест Российской империи» 1871 года издания (по сведениям 1868—1869 годов) населённый пункт упомянут как казённая деревня Ишимского округа Тобольской губернии, при реке Китерне, расположенная в 65 верстах от окружного центра города Ишим. В деревне насчитывался 61 двор и проживало 379 человек (192 мужчины и 187 женщин).
В 1926 году в деревне имелось 144 хозяйства и проживало 677 человек (355 мужчин и 342 женщины). Функционировала школа I ступени. В административном отношении Костылева являлась центром сельсовета Абатского района Ишимского округа Уральской области.

## География
Деревня находится в юго-восточной части Тюменской области, в лесостепной зоне, в пределах Ишимской равнины, на берегах реки Китерня (приток Ишима), на расстоянии примерно 22 километров (по прямой) к западу от села Абатское, административного центра района. Абсолютная высота — 89 метров над уровнем моря.

### Часовой пояс
Костылева, как и вся Тюменская область, находится в часовой зоне МСК+2. Смещение применяемого времени относительно UTC составляет +5:00.

## Население
| 1989 | 2002 | 2010 |
| ---- | ---- | ---- |
| 270  | ↘190 | ↘125 |

Гендерный состав
По данным Всероссийской переписи населения 2010 года в гендерной структуре населения мужчины составляли 51,2 %, женщины — соответственно 48,8 %.
Национальный состав
Согласно результатам переписи 2002 года, в национальной структуре населения русские составляли 98 % из 190 чел.

## Улицы
Уличная сеть деревни состоит из трёх улиц и одного переулка.